# The Gutter Twins
Die Rock-Band The Gutter Twins war ein Gemeinschaftsprojekt der Musiker Greg Dulli (The Afghan Whigs, The Twilight Singers) und Mark Lanegan (Screaming Trees, Queens of the Stone Age), das auf dem Label Sub Pop ein Studioalbum sowie eine EP veröffentlichte.

## Hintergrund
Dulli und Lanegan waren seit längerer Zeit miteinander befreundet und hatten sich bei ihren jeweiligen Projekten gegenseitig unterstützt. So war Lanegan Gastmusiker bei verschiedenen Alben/EPs der Twilight Singers (Blackberry Belle, She Loves You, A Stitch in Time), Dulli wiederum beteiligte sich an den Aufnahmen zu Lanegans Studioalbum Bubblegum.
Am 4. März 2008 wurde das einzige Studioalbum Saturnalia veröffentlicht. Neben Lanegan und Dulli waren im Wesentlichen Musiker der Twilight Singers an den Aufnahmen und der späteren Tournee beteiligt.
Im September 2008 folgte die EP Adorata, die jedoch nur als Download veröffentlicht wurde. Ein Teil der Einnahmen war dem Natasha Shneider Memorial Fund gewidmet. So findet sich auf Adorata ein Cover des Songs Flow Like A River von Eleven, der Band Shneiders.
Mark Lanegan starb im Februar 2022, ohne dass es in der Zwischenzeit zu weiteren Veröffentlichungen gekommen wäre.